# Памятник языку африкаанс

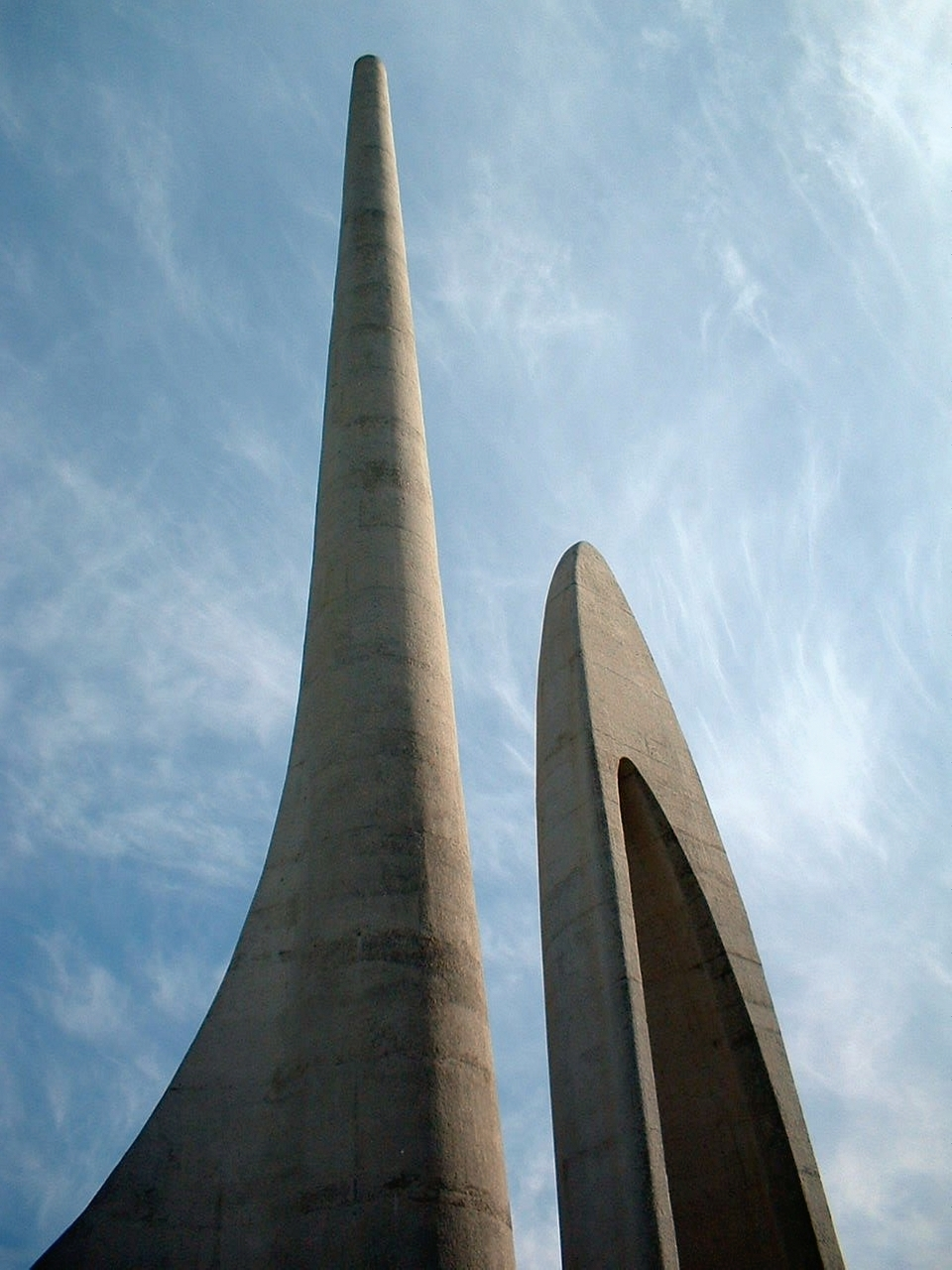
Памятник языку африкаанс в ЮАР

Па́мятник языку́ африка́анс (африк. Afrikaanse Taalmonument) — монумент в г. Парл в Западно-Капской провинции ЮАР, воздвигнутый в 1975 году по случаю пятидесятилетия признания языка африкаанс официальным, отдельным от нидерландского языком Южно-Африканской Республики.
На одной из плит дорожки, ведущей к памятнику, высечена фраза «DIT IS ONS ERNS», что можно перевести как «мы серьёзны [насчет этого]» или «это наша серьёзность». На табличке у входа также выгравированы две фразы известных южноафриканских поэтов о языке африкаанс.